# 美洲绿翅鸭

，是一种常见且广布的鸭科鸟类，分布于北美洲大部分地区。